# Samudragupta
Samudragupta fue hijo y sucesor de Chandragupta I, de la Dinastía Gupta, reinando en el periodo 335-375.
Si el mérito de Chandragupta I habría consistido, sobre todo, en un matrimonio políticamente valioso, a su sucesor, Samudragupta, que se llamaba con orgullo «hijo de una hija de los licchavi», le correspondió hacer las guerras que hicieron posible la grandeza del reino gupta, en el sentido geográfico.
El panorama de los reinos vecinos era el siguiente: el Imperio kushán parecía roto definitivamente, sometido a los sasánidas y a los nómadas quionitas. Sin embargo, con esta pérdida de poder se hicieron independientes una serie de estados menores en el norte de la India, de los cuales, el más importante fue el de la dinastía naga, entre los ríos Ganges y Yamuna. Otros rivales importantes eran los vakataka, del Decán septentrional.
Samudragupta inició su ofensiva en las regiones del oeste y noroeste. Según la inscripción de una columna en Prayagraj, sometió a nueve reyes. Tras estos éxitos, decidió atacar la costa oriental y la región meridional. Sin embargo, el sur resistió, y tuvo que retirarse ante una coalición encabezada por el rey pallava Vinugopa. Otros reinos del subcontinente indio reconocieron su soberanía y le pagaron tributos: Assam, Bengala oriental, Nepal, y otros no bien identificados, si bien el grado de dependencia debió ser muy diverso. Es considerado por sus conquistas y tácticas bélicas como el Napoleón de la India antigua.
Una fuente china revela que fue tolerante con el budismo. También es considerado como protector de las artes.